# Croix de Pierre (Bouville)
Pour les articles homonymes, voir Croix de Pierre (homonymie).
La croix de Pierre est un monument historique classé, situé à Bouville en Normandie.

## Localisation
La croix est située selon la notice Mérimée C.D. 88 ; C.D. 104, dans le département de la Seine-Maritime et située au niveau du 57 Route de Belintot.

## Historique
La croix est datée du XVe siècle.
Elle est classée comme monument historique depuis le 16 août 1976.

## Description
La croix est en pierre et figure sur ses côtés des représentations de quatre saints : saint Pierre, saint Jacques, sainte Catherine et saint Jean-Baptiste.